# Коламбія (Теннессі)
Коламбія (англ. Columbia) — місто (англ. city) в США, в окрузі Морі штату Теннессі. Населення — 41 690 осіб (2020).

## Географія
Коламбія розташована за координатами 35°37′21″ пн. ш. 87°2′59″ зх. д. / 35.62250° пн. ш. 87.04972° зх. д. (35.622509, -87.049766).  За даними Бюро перепису населення США в 2010 році місто мало площу 81,74 км², з яких 81,68 км² — суходіл та 0,06 км² — водойми.

## Демографія
Згідно з переписом 2010 року, у місті мешкала 34 681 особа в 14 012 домогосподарствах у складі 9010 родин. Густота населення становила 424 особи/км².  Було 15906 помешкань (195/км²).
Расовий склад населення:
| - 72,1 % — білих - 20,8 % — чорних або афроамериканців - 0,8 % — азіатів - 0,3 % — корінних американців - 3,6 % — осіб інших рас |

До двох чи більше рас належало 2,4 %. Частка іспаномовних становила 7,0 % від усіх жителів.
За віковим діапазоном населення розподілялося таким чином: 24,7 % — особи молодші 18 років, 61,0 % — особи у віці 18—64 років, 14,3 % — особи у віці 65 років та старші. Медіана віку мешканця становила 36,0 року. На 100 осіб жіночої статі у місті припадало 88,1 чоловіків;  на 100 жінок у віці від 18 років та старших — 83,4 чоловіків також старших 18 років.
Середній дохід на одне домашнє господарство  становив 47 431 долар США (медіана — 36 426), а середній дохід на одну сім'ю — 55 751 долар (медіана — 45 747). Медіана доходів становила 37 181 долар для чоловіків та 30 301 долар для жінок. За межею бідності перебувало 23,2 % осіб, у тому числі 35,0 % дітей у віці до 18 років та 15,4 % осіб у віці 65 років та старших.
Цивільне працевлаштоване населення становило 14 863 особи. Основні галузі зайнятості: освіта, охорона здоров'я та соціальна допомога — 25,7 %, роздрібна торгівля — 14,2 %, виробництво — 13,4 %.